# نيتسا بن دوف
نيتسا بن دوف (بالعبرية: ניצה בן-דב‏) (من مواليد 10 مارس 1950) هي أستاذة الأدب العبري والمقارن في جامعة حيفا. حصلت على جائزة إسرائيل لعام 2021.

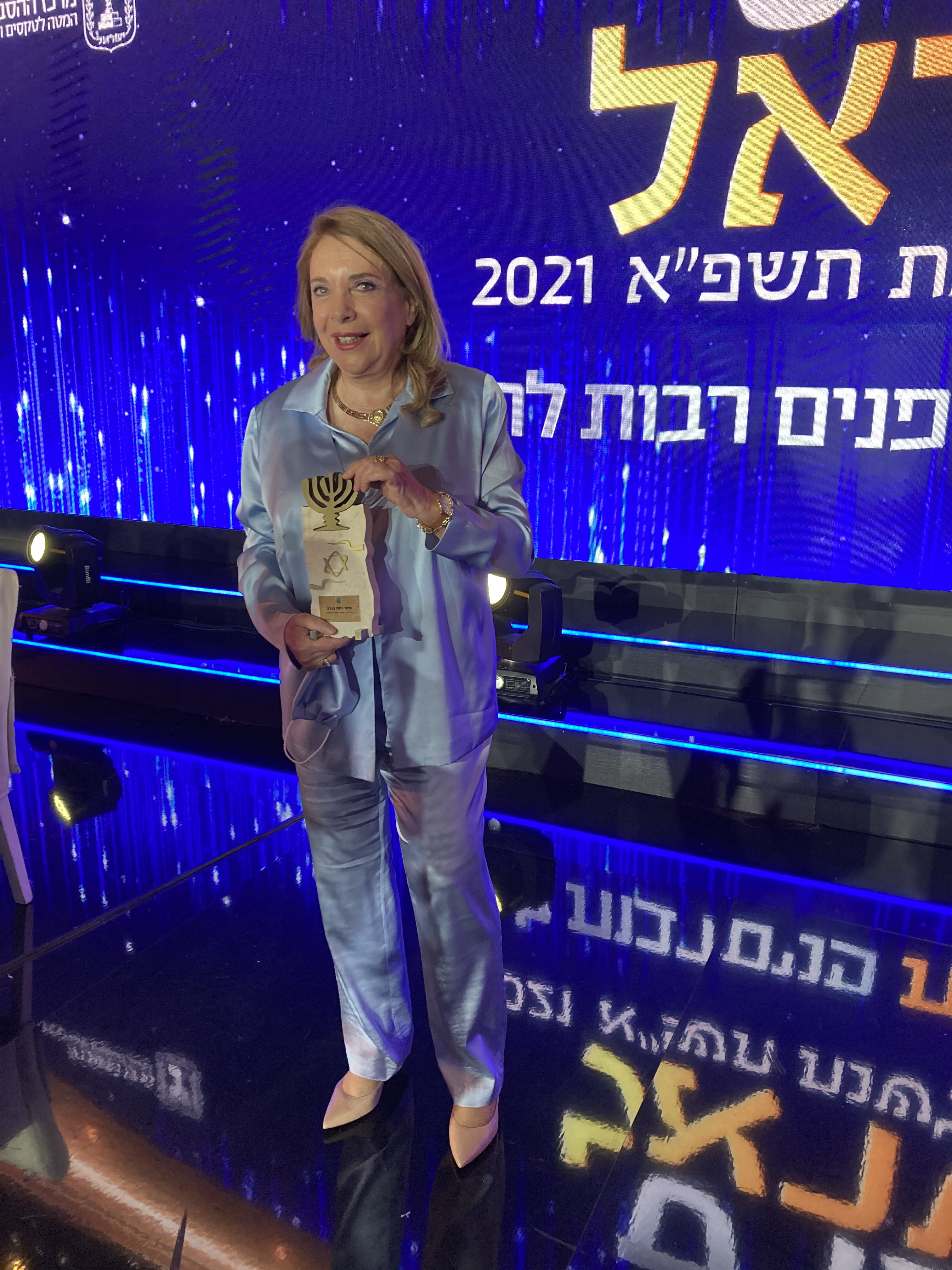
حفل توزيع جوائز إسرائيل، القدس، أبريل 2021

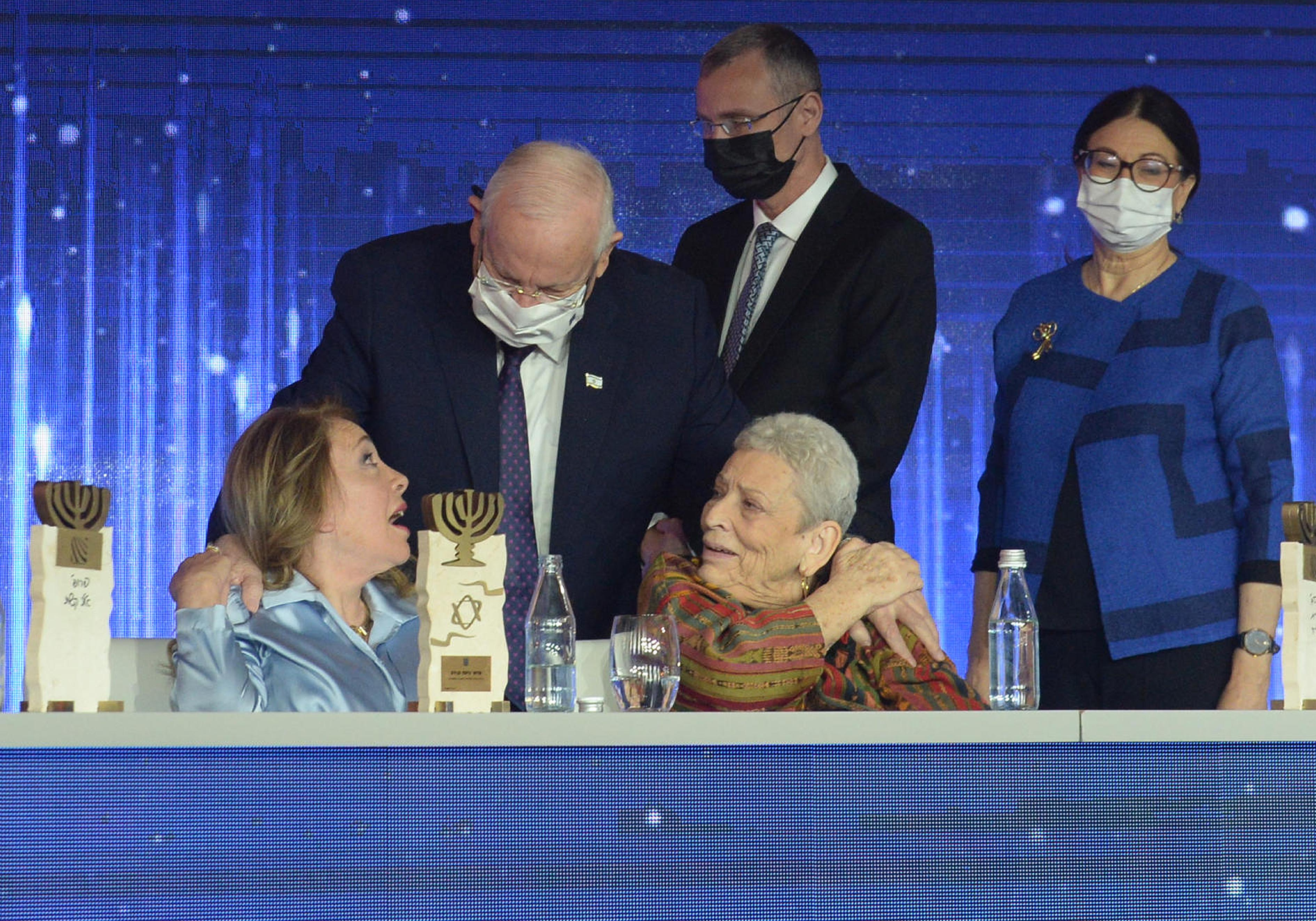
الرئيس ريفلين مع البروفيسور بن دوف في حفل توزيع جائزة إسرائيل، القدس، أبريل 2021

## حياتها
ولدت نيتسا بن دوف في تل أبيب لأبوين ناجين من المحرقة. كان والدها، دوف (برنارد) فروشتمان، مدرسًا للأدب وكتب سلسلة من الدراسات البحثية حول أعمال شموئيل يوسف عجنون. أكملت بن دوف دراستها الثانوية في المدرسة الثانوية الجديدة (تيحون حداش) في تل أبيب عام 1968. خدمت في الجيش الإسرائيلي (1968-1970) في لواء ناحال في ناحال الجولان.
درست بن دوف الأدب العبري ودراسات الكتاب المقدس في الجامعة العبرية في القدس من عام 1970 إلى عام 1973 وحصل على شهادة تدريس في عام 1974. وفي 1974-1983، حصلت على درجتي الماجستير والدكتوراه من جامعة كاليفورنيا في بيركلي. كانت أطروحتها للدكتوراه عن الأحلام وعلم النفس في أعمال أجنون وفرانز كافكا. وعملت أستاذة مساعدة في جامعة برينستون من عام 1986 إلى عام 1989.
في عام 1989 بدأت تدريس الأدب العبري والمقارن في جامعة حيفا، وأصبحت أستاذة في عام 1999. شغلت منصب رئيسة تحرير مطبعة جامعة حيفا/زمورا بيتان (1996-2000) ورئيسة القناة التلفزيونية الأكاديمية (2001-2005). وفي عام 2006 أسست برنامج دراسات المرأة والنوع الاجتماعي، وفي عام 2013 برنامج الدراسات الثقافية.
في يونيو 2023 حصلت على جائزة حيفا للمواطنة المتميزة.
وهي متزوجة من يوسي بن دوف، مدير مدرسة ريئالي العبرية في حيفا. أنجبا ثلاثة أطفال وسبعة أحفاد.

## روابط خارجية
- حفل توزيع جوائز إسرائيل 2021 15.4.2021
- مواطن حيفا المميز 23.6.2023
- نيتسا بن دوف على موقع جامعة حيفا
- قائمة المقالات على موقع RAMBI: فهرس المقالات حول الدراسات اليهودية
- نيتسا بن دوف، "الموتى لا يسبحون الرب": مزامير ألتر، "تهيلا" لآجنون، دكتور زيفاجو لباستيرناك، الدراسات العبرية المجلد 51، 2010
- نيتسا بن دوف، النقد الأدبي / العرق الأم، هآرتس 5 نوفمبر 2010